# ليك بارك (كارولاينا الشمالية)
ليك بارك (بالإنجليزية: Lake Park, North Carolina)‏ هي قرية تقع في الولايات المتحدة في مقاطعة يونيون، كارولاينا الشمالية. يقدر عدد سكانها بـ 3,422 نسمة ومساحتها 2.1 كم2 ووترتفع عن سطح البحر 209 متر.

## التركيبة السكانية
حدّد مكتب تعداد الولايات المتحدة بيانات التركيبة السكانية لليك بارك في تعداد الولايات المتحدة. في ما يلي، التركيبة السكانية حسب تعدادي 2000 و2010.

### تعداد عام 2000
بلغ عدد سكان ليك بارك 2,093 نسمة بحسب تعداد عام 2000، وبلغ عدد الأسر 750 أسرة وعدد العائلات 610 عائلة مقيمة في القرية. في حين سجلت الكثافة السكانية 1,062.4 نسمة لكل كيلومتر مربع (2,751.6/ميل2). وبلغ عدد الوحدات السكنية 781 وحدة بمتوسط كثافة قدره 396.4 لكل كيلومتر مربع (1,026.7/ميل2).
وتوزع التركيب العرقي للقرية بنسبة 90.83% من البيض و5.16% من الأمريكيين الأفارقة و0.53% من الأمريكيين الأصليين و1.39% من الأمريكيين ذوي الأصول الآسيوية و0.14% من سكان جزر المحيط الهادئ و0.43% من الأعراق الأخرى و1.53% من عرقين مختلطين أو أكثر و2.48% من الهسبانيون أو اللاتينيون من أي عرق.
بلغ عدد الأسر 750 أسرة كانت نسبة 46.7% منها لديها أطفال تحت سن الثامنة عشر تعيش معهم، وبلغت نسبة الأزواج القاطنين مع بعضهم البعض 73.3% من أصل المجموع الكلي للأسر، ونسبة 6.8% من الأسر كان لديها معيلات من الإناث دون وجود شريك،  بينما كانت نسبة 1.2% من الأسر لديها معيلون من الذكور دون وجود شريكة وكانت نسبة 18.7% من غير العائلات. تألفت نسبة 14.9% من أصل جميع الأسر من عدة أفراد يعيشون في نفس المنزل ونسبة 3.5% كانت تتألف من شخص يعيش بمفرده يبلغ من العمر 65 عاماً أو أكثر. وبلغ متوسط حجم الأسرة المعيشية 2.79، أما متوسط حجم العائلات فبلغ 3.13.
بلغ العمر الوسطي للسكان 32.7 عاماً. وكانت نسبة 30.9% من القاطنين تحت سن الثامنة عشر، وكانت نسبة 4.3% بين الثامنة عشر والرابعة والعشرين عاماً، ونسبة 41.9% كانت واقعةً في الفئة العمرية ما بين الخامسة والعشرين والرابعة والأربعين عاماً، ونسبة 17.1% كانت ما بين الخامسة والأربعين والرابعة والستين، ونسبة 5.8% كانت ضمن فئة الخامسة والستين عاماً فما فوق. يوجد لكل 100 أنثى 93.3 ذكر، ويوجد لكل 100 أنثى في الثامنة عشر من عمرها فما فوق 90.1 ذكر.
بلغ متوسط دخل الأسرة في القرية 68,304 دولارًا، أما متوسط دخل العائلة فبلغ 71,630 دولارًا. وكان متوسط دخل الذكور 47,083 دولارًا مقابل 31,848 دولارًا للإناث. وسجل دخل الفرد الخاص بالقرية 25,330 دولارًا. وكانت نسبة 1.7% من العائلات ونسبة 2% من السكان تحت خط الفقر، وكان من هؤلاء نسبة 1.8% تحت سن الثامنة عشر ونسبة 4.4% في الخامسة والستين من العمر وما فوق.

### تعداد عام 2010
بلغ عدد سكان ليك بارك 3,422 نسمة بحسب تعداد عام 2010، وبلغ عدد الأسر 1,196 أسرة وعدد العائلات 913 عائلة مقيمة في القرية. في حين سجلت الكثافة السكانية 1,737.1 نسمة لكل كيلومتر مربع (4,499.1/ميل2). وبلغ عدد الوحدات السكنية 1,245 وحدة بمتوسط كثافة قدره 632 لكل كيلومتر مربع (1,636.9/ميل2).
وتوزع التركيب العرقي للقرية بنسبة 86.79% من البيض و6.98% من الأمريكيين الأفارقة و0.50% من الأمريكيين الأصليين و1.90% من الأمريكيين ذوي الأصول الآسيوية و1.61% من الأعراق الأخرى و2.22% من عرقين مختلطين أو أكثر و5.17% من الهسبانيون أو اللاتينيون من أي عرق.
بلغ عدد الأسر 1,196 أسرة كانت نسبة 43.6% منها لديها أطفال تحت سن الثامنة عشر تعيش معهم، وبلغت نسبة الأزواج القاطنين مع بعضهم البعض 61.2% من أصل المجموع الكلي للأسر، ونسبة 11.9% من الأسر كان لديها معيلات من الإناث دون وجود شريك،  بينما كانت نسبة 3.3% من الأسر لديها معيلون من الذكور دون وجود شريكة وكانت نسبة 23.7% من غير العائلات. تألفت نسبة 19.6% من أصل جميع الأسر من عدة أفراد يعيشون في نفس المنزل ونسبة 7.9% كانت تتألف من شخص يعيش بمفرده يبلغ من العمر 65 عاماً أو أكثر. وبلغ متوسط حجم الأسرة المعيشية 2.77، أما متوسط حجم العائلات فبلغ 3.21.
بلغ العمر الوسطي للسكان 38.6 عاماً. وكانت نسبة 28.3% من القاطنين تحت سن الثامنة عشر، وكانت نسبة 6.7% بين الثامنة عشر والرابعة والعشرين عاماً، ونسبة 26.8% كانت واقعةً في الفئة العمرية ما بين الخامسة والعشرين والرابعة والأربعين عاماً، ونسبة 23.7% كانت ما بين الخامسة والأربعين والرابعة والستين، ونسبة 14.5% كانت ضمن فئة الخامسة والستين عاماً فما فوق. وتوزع التركيب الجنسي للسكان بنسبة 45.9% ذكور و54.1% إناث.